# III. Andronikosz bizánci császár
III. (Palaiologosz) Andronikosz, magyarosan III. András (ógörögül: Ανδρόνικος Γʹ Παλαιολόγος, (Konstantinápoly, 1297. március 25. – Konstantinápoly, 1341. június 15.) bizánci császár 1328-tól haláláig.

## Élete
II. Andronikosz unokájától (társuralkodója, az 1320-ban elhunyt Mikhaél fiától) ifjúkori agresszív viselkedése miatt vette el az öröklés jogát, erre az ifjú fellázadt, és erős pártjával rákényszerítette nagyapjára, hogy társcsászárává tegye.
A konfliktus természetesen ismét kirobbant, és 1328-ban – bolgár segítséggel – III. Andronikosz lemondatta elődjét.
Uralmát – melynek ideje alatt minisztere a később VI. Ióannész néven trónra lépő Johannesz Kantakuzénosz volt – folyamatos háborúskodás töltötte ki. Keleten az oszmánok majdnem egész Kis-Ázsiát meghódították (Orhán 1331-ben foglalta el Nikaiát, 1337-ben pedig Nikomédia (ma Izmit) is elesett). Andronikosz Thesszáliában és Epiruszi Despotátusban kárpótolta magát (ez utóbbit 1337-ben meg is szüntette egy időre), ám szerzeményeit még életében elfoglalták a Dusán István által vezetett szerbek. A flottával már szerencsésebben járt: miután újjászervezte, visszaszerezte Khioszt és Leszboszt a genovaiaktól. A trónon fia, Ióannész követte.